# الاماراتوپاتی
الاماراتوپاتی (به انگلیسی: Alamarathupatti) یک منطقهٔ مسکونی در هند است که در تامیل نادو واقع شده‌است.